# (14654) Rajivgupta
(14654) Rajivgupta (1998 YV16) – planetoida z pasa głównego asteroid okrążająca Słońce w ciągu 5,63 lat w średniej odległości 3,16 j.a. Odkryta 22 grudnia 1998 roku.